# Justin Bonaventure Morard de Galles
Justin-Bonaventure Morard de Galles (Goncelin, 30 marzo 1741 – Guéret, 23 luglio 1809) è stato un ammiraglio francese, proveniente da una famiglia aristocratica del Delfinato le cui origini risalivano alla fine dell'XI secolo. Suo padre era un capitano di fanteria, e suo fratello maggiore Charles Morard de La Bayette de Galles divenne generale di divisione durante la Rivoluzione francese e il direttorio. Ancora oggi molti discendenti dei suoi fratelli vivono a Mauritius.

## Biografia
Nacque a Goncelin, Isère il 30 marzo 1741, in una nobile famiglia del Delfinato, all'età di 11 anni, nel 1752, entrò in servizio dapprima come paggio del maresciallo de Soubise, e poi come gendarme nella Guardia Reale (Gardes de la Maison du Roi). Nel 1757 entrò nella Marine royale come guarde de pavillon, titolo dato all'élite della guardia marina, imbarcandosi sul brigantino Ecureuil nel gennaio dell'anno successivo. Nel 1758, durante la guerra dei sette anni si imbarcò sulla fregata Fleur de Lys appartenente alla squadra americana, combattendo nel canale di Santa Lucia. Successivamente fu trasferito sulla fregata Hermione, prendendo parte a due combattimenti navali, ma la nave andò perduta per naufragio nel novembre 1761 nella baia di Vigo. Nel 1762 prese nuovamente il mare a bordo del vascello da 74 cannoni Sceptre, con cui raggiunse Rio de Janeiro, ritornando in Francia nel 1763. A Dunkerque assunse il comando della flûte Christine, portandola a Brest.

### La guerra ai pirati berberi
Nel 1765 si imbarcò sulla fregata Heroine come guardiamarina partecipando alla caccia ai pirati barbareschi nel Mediterraneo sotto il comando del Conte du Chaffault. Il 27 novembre dello stesso anno fu promosso sottotenente di vascello, ed a bordo del vascello Etna, prese parte al bombardamento di Larache, porto situato sulla costa atlantica del Marocco. Ricevuta la missione di far saltare una della navi corsare che aveva trovato rifugio sotto la protezione delle batterie costiere, favorito da una notte buia, abbordò la nave nemica ed attaccò a uno dei suoi fianchi un ordigno incendiario. Mezz'ora dopo una terribile esplosione annunciò il successo di questa audace impresa. Prestò poi servizio sulla Lunette e poi sulla flûte Normande, raggiunse il Madagascar e poi l'Île de France, navigando lungo le coste dell'Africa e nelle Indie Occidentali. 
Ritornato in Francia prese servizio come direttore dei lavori presso i cantieri navali di Brest, rimanendovi fino al 1776, quando prese ancora una volta il mare, dapprima imbarcato su Dédaigneuse, e poi sul vascello Roland, appartenente alla Squadra di evoluzione agli ordini di du Chaffault. Nominato sottotenente di vascello di 1ª classe nel 1777, l'anno seguente fu fatto Cavaliere dell'Ordine di San Luigi.

### La guerra d'indipendenza americana
Agli ordini dell'ammiraglio Louis Guillouet d'Orvilliers si distinse durante la battaglia di Ouessant imbarcato a bordo del vascello Ville de Paris. Passato a bordo del vascello Orient partecipò alla cattura di una nave corsara, ed imbarcato a bordo del Couronne partecipò agli scontri del 17 aprile, 15 e 19 maggio 1780 combattuti dalla squadra francese dell'ammiraglio de Guichen contro quella inglese dell'ammiraglio Rodney.
Nel 1781diviene secondo in comando a bordo del vascello L'Annibal, inquadrato nella squadra dell'ammiraglio de Suffren operante nell'Oceano Indiano. Prese parte dapprima all'attacco contro le Isole di Capo Verde, e poi alla Battaglia di Porto Praya, dove si ricoprì di gloria. Il 16 agosto 1781 la squadra francese incontrò una grande squadra inglese al largo della costa del Senegal, ma de Suffren, pur in inferiorità numerica, non esitò ad attaccare. All'inizio dell'azione il vascello Annibal si trovò circondato da cinque navi nemiche e il suo capitano, de Trémoignon, fu ferito gravemente. Seppur anch'egli ferito ben cinque volte, assunse il comando della nave, e dopo una cruenta lotta riuscì a disimpegnarsi e a riacquistare la propria posizione nella linea di battaglia francese. Il vascello era completamente disalberato e fu preso a rimorchio dal vascello Sphinx al comando di du Chillern. La sua condotta durante il combattimento gli valse l'immediata promozione al rango di temporaneo capitano di vascello, e l'assunzione temporanea del comando del vascello Annibal, che aveva così ben difeso.
Quando il Ministro della Marina Charles Eugène Gabriel de La Croix de Castries ratificò la sua promozione de Trémoignon rientrò in servizio, riassumendo il comando della nave, ed a lui fu assegnato il comando effettivo della fregata Pourvoyeuse e poi della nave inglese catturata Petite Annibal da 50 cannoni. Il piccolo vascello al suo comando prese parte ai combattimenti del 17 febbraio (battaglia di Sadras, 13 aprile (battaglia di Providien), 6 luglio (battaglia di Negapatam) e 3 settembre 1782 (battaglia di Trincomalee). In quest'ultimo combattimento fu ferito tre volte, e ciò lo costrinse a cedere il comando trasferendosi sull'Ile de France per il necessario periodo di cure. Tuttavia, appena arrivato sull'Ile de France nel dicembre dello stesso anno, ricevette l'ordine da Suffren di assumere il comando del vascello Argonaute e riunirsi alla squadra fuori dal porto di Cuddalore. Il ricongiungimento avvenne nel marzo 1783, e il 20 giugno dello stesso anno si batté con valore durante la Battaglia di Cuddalore, assumendo subito dopo il comando del vascello Vengeur. Il 22 dicembre 1783 a Port Louis, sposò la signorina Louise Marie Victoire Henriette Fayd'herbe di Maudave, figlia di Louis Laurent Féderbe, conte di Modave o Fayd'herbe di Maudave. Dopo il matrimonio, sempre al comando del Vengeur, ritornò in Francia nel corso del 1785, e nello stesso anno divenne secondo in comando della Squadra Navale del Ponente. A causa dei problemi avuti con Suffren rimase a lungo senza un comando attivo. Nel 1787 decise di approfittare del lungo periodo di vita civile per andare a vivere sull'Ile de France. Dopo aver assistito da spettatore a diversi combattimenti che coprirono la Marina Francese di gloria negli ultimi anni della monarchia, a causa della sua precaria salute chiese di poter ritornare in Francia, rientrandovi il 23 aprile 1790.

### La Rivoluzione francese
Una volta in Patria trovò la marina in difficili condizioni, ed il fatto di dover giurare fedeltà alla costituzione, di dover rinunciare al proprio ordine nobiliare, e accettare il reclutamento per concorso, spinse all'emigrazione molti ufficiali di nobile origine. Nel tentativo di limitare i danni, il 1º gennaio 1792 molti ufficiali inferiori ottennero avanzamenti di grado, ed egli fu elevato al rango di contrammiraglio. Il 1º gennaio 1793 fu promosso viceammiraglio, per assumere il comando di una divisione della Squadra Navale di Ponente (Escadre Naval du Ponent) nel mese di agosto dello stesso anno. Alzò la sua insegna sul vascello Le Républicain da 110 cannoni, ancorato nella rada di Brest. Secondo gli ordini ricevuti le sue navi avrebbero dovuto raggiungere Santo Domingo dove egli avrebbe assunto il comando della locale stazione navale. 
La sua squadra, composta da tre vascelli e 7 fregate, salpò da Brest per raggiungere la baia di Quiberon dove incrociò nelle acque tra l'Isola di Groix e quella di Belle Île in modo da garantire il passaggio sicuro delle navi mercantili e militari dirette nei porti della madrepatria, aggirando il blocco navale inglese. Tuttavia, una volta raggiunta la destinazione i suoi equipaggi, vessati e spogliati di tutto, si ammutinarono e minacciarono di morte i loro ufficiali se la flotta non fosse rientrata immediatamente a Brest. La prima operazione della flotta repubblicana fu un completo fallimento. Al suo ritorno in porto alla fine del mese di ottobre, dopo quattro mesi in mare, in base alla legge che escludeva i nobili dai lavori nei servizi civili e militari, gli inviati del Comitato di salute pubblica,e in particolare André Jeanbon Saint André, disposero che fosse arrestato.  Rimase in prigione fino al 9 Termidoro 1793 quando fu liberato, e nel 1795 assunse il comando del porto di Brest.

### La spedizione in Irlanda
Rientrò in servizio attivo il 20 Brumaire dell'anno V (1796), in tempo per partecipare alla spedizione navale che doveva trasportare un corpo di spedizione francese in Irlanda. A Brest furono concentrate 17 navi di linea, 14 fregate, sei corvette, e 9 navi da trasporto che dovevano trasportare i 15.000 soldati del corpo di spedizione. Tale impresa fu preparata dal generale Hoche che, purtroppo, era in costante contrasto con l'ammiraglio Louis Thomas Villaret de Joyeuse comandante della squadra navale. Tuttavia a meno di un mese dal momento di salpare le ancore, il 5 novembre 1796, il Ministro della Marina Laurent Truguet decise di sostituire sia Villaret de Joyeuse, che Jean Gaspard de Vence, con Morard de Galles e François Joseph Bouvet de Précourt. Il 25 frimaio dell'anno V (5 dicembre 1796), l'ammiraglio diede il segnale di partenza da bordo della sua nave, la fregata Fraternité. A causa di una tempesta scatenatasi subito dopo aver lasciato il porto di Brest, in pieno inverno, la  Fraternité venne allontanata dal resto della flotta, separando così anche il comandante in capo del corpo di spedizione Hoche dai suoi subordinati. Questa spedizione fu un grave insuccesso, con molte perdite umane come sul vascello Séduisant andato perduto per incaglio vicino all'isola di Sein. Il 21 dicembre egli riuscì brevemente a riunirsi con alcune delle proprie navi,< ed il giorno 30 apprese dal vascello Revolution che una parte della squadra navale era riuscita ad ormeggiarsi all'ingresso della baia di Bantry, sotto il comando congiunto di Bouvet de Précourt per la marina e Emmanuel de Grouchy per l'esercito. Dopo un iniziale tentativo non si ebbe il coraggio di effettuare alcun sbarco, e le navi con a bordo le restanti truppe terrestri ripresero la rotta per Brest. L'ammiraglio arrivò presso l'isola di Aix, il 14 gennaio con solo due navi, e rientrò a Brest in disgrazia. Le perdite ammontarono a due vascelli e quattro fregate, e si lamentarono anche cinque navi mercantili cadute in mano agli inglesi. Pur se accusato di inadeguatezza delle disposizioni impartite, e di irresolutezza durante il momento critico dello sbarco, il fallimento della spedizione fu sostanzialmente dovuto alle sfavorevoli condizioni meteorologiche incontrate.

### Sotto il Consolato e il Primo Impero
A causa del fallimento della spedizione in Irlanda non gli furono più affidati comandi operativi in mare. Con il Colpo di Stato del 18 brumaio venne istituito il Consolato, che prese il posto del Direttorio. Dopo la promulgazione della Costituzione dell'anno VIII della Prima Repubblica francese, entrata in vigore il 4 Nivôse dell'anno VIII (25 dicembre 1799) entrò a far parte del neocostituito Senato conservatore il 15 Pluvoise. Il 9 Vendémiaire dell'anno XII (2 ottobre 1803) fu insignito della Legion d'onore. Il 25 Prairial dell'anno XII (14 giugno 1804) l'imperatore Napoleone I lo elevò al rango di Grande Ufficiale della Legion d'Onore. Intanto il 2 maggio 1804 era divenuto senatore di Limoges, mentre nel 1808 ottenne il titolo di Conte dell'Impero. Si spense a Guéret il 23 luglio 1809, a causa di un attacco apoplettico, e il consiglio comunale di quella città stanziò dei fondi per costruire un monumento in sua memoria. Un'urna contenente le sue ceneri venne traslata al Panthéon di Parigi.

### Annotazioni
1. ↑  Di cui uno nell'aprile 1761 a sud di Santo Domingo contro cinque bastimenti inglesi, e un altro nel mese di agosto contro una fregata inglese molto più potente.
2. ↑  Tale nave era al comando di François Joseph Paul de Grasse.
3. ↑  Il capitano de Trémoignon non credette che Suffren osasse impegnare battaglia all'interno delle allora acque territoriali portoghesi. A quell'epoca, infatti, il Senegal era una colonia del Portogallo
4. ↑  Nomina fortemente voluta da Suffren, ma comunque soggetta a conferma da parte del Ministro della Marina.
5. ↑  Avvenuta retroattivamente il 1º giugno 1781.
6. ↑  Il 13 febbraio 1781.
7. ↑  Secondo alcune fonti rassegnò il comando in quanto gravemente in disaccordo con Suffren, perché disgustato dall'impossibile comportamento dell'ammiraglio.
8. ↑  Che, seppure deplorando il suo comportamento, aveva in lui la massima fiducia.
9. ↑  Insieme ebbero una figlia, Marie Emilie, nata nel 1792 e morta il 13 settembre 1844 a Chénelette. Nel 1812 sposò il Conte Jean-Baptiste-Jules Anglès de Sainte-Guitte, figlio di un consigliere al parlamento di Grenoble, Barone dell'Impero dal 1809, deputato per l'Isère nel 1819, che esercitò diverse funzioni di polizia sotto il governo di Luigi XVIII di Francia.
10. ↑  Il suo fisico rimase sempre gravemente indebolito dalle ferite riportate a Cuddalore, e la salute peggiorò gradualmente per via del clima malsano dell'isola.
11. ↑  Le Républicain da 110 cannoni, Achille e Tourville da 74,
12. ↑  Hoche avrebbe preferito che il comando della parte navale della campagna fosse affidato all'ammiraglio Louis-René-Madeleine de Latouche-Tréville, ma il ministro aveva alcuni rancori contro l'ex subalterno risalenti alla campagna di Sardegna nel 1792 e preferì chiamare di nuovo Morard.
13. ↑  Purtroppo a causa delle sue ferite passate, del cattivo stato fisico e del periodo di prigionia passato sotto il Terrore, Morard non era nelle migliori condizioni di salute
14. ↑  Un regolamento del 1794 imponeva agli ufficiali ammiragli di stare su una fregata e non una nave di linea durante una campagna militare, e perciò egli trasferì la sua insegna dal vascello da 74 cannoni Droit-des-Homme alla fregata Fraternité.
15. ↑  Metà dell'equipaggio e delle truppe imbarcate morirono annegati.

### Fonti
1. 1 2 3 4 5 6 7 8 9 10 11 12 13 14 15 16  Hannequin 1835, p. 815.
2. 1 2 3 4 5 6 7 8 9 10 11  Cormack 2003, p. 217.
3. 1 2 3 4  Babié de Bercenay, Beaumont 1804, p. 55.
4. 1 2 3 4 5 6  Babié de Bercenay, Beaumont 1804, p. 56.
5. 1 2 3 4 5 6 7  Babié de Bercenay, Beaumont 1804, p. 57.
6. ↑  Babié de Bercenay, Beaumont 1804, p. 58.
7. 1 2 3 4  Babié de Bercenay, Beaumont 1804, p. 59.
8. 1 2 3 4 5 6 7  Hannequin 1835, p. 816.
9. 1 2  Babié de Bercenay, Beaumont 1804, p. 60.
10. 1 2 3 4 5 6 7 8  Babié de Bercenay, Beaumont 1804, p. 61.
11. 1 2 3  Donolo 2012, p. 26.
12. 1 2 3  Babié de Bercenay, Beaumont 1804, p. 62.
13. 1 2 3  Cormack 2003, p. 221.
14. 1 2 3 4 5  Donolo 2012, p. 88.
15. 1 2 3 4  Donolo 2012, p. 89.
16. 1 2  Donolo 2012, p. 90.
17. ↑  Donolo 2012, p. 91.
18. 1 2  Babié de Bercenay, Beaumont 1804, p. 63.